# هماغران
هماغران هي قرية في مقاطعة أصفهان، إيران. يقدر عدد سكانها بـ 42 نسمة بحسب إحصاء 2016.